# 広発銀行

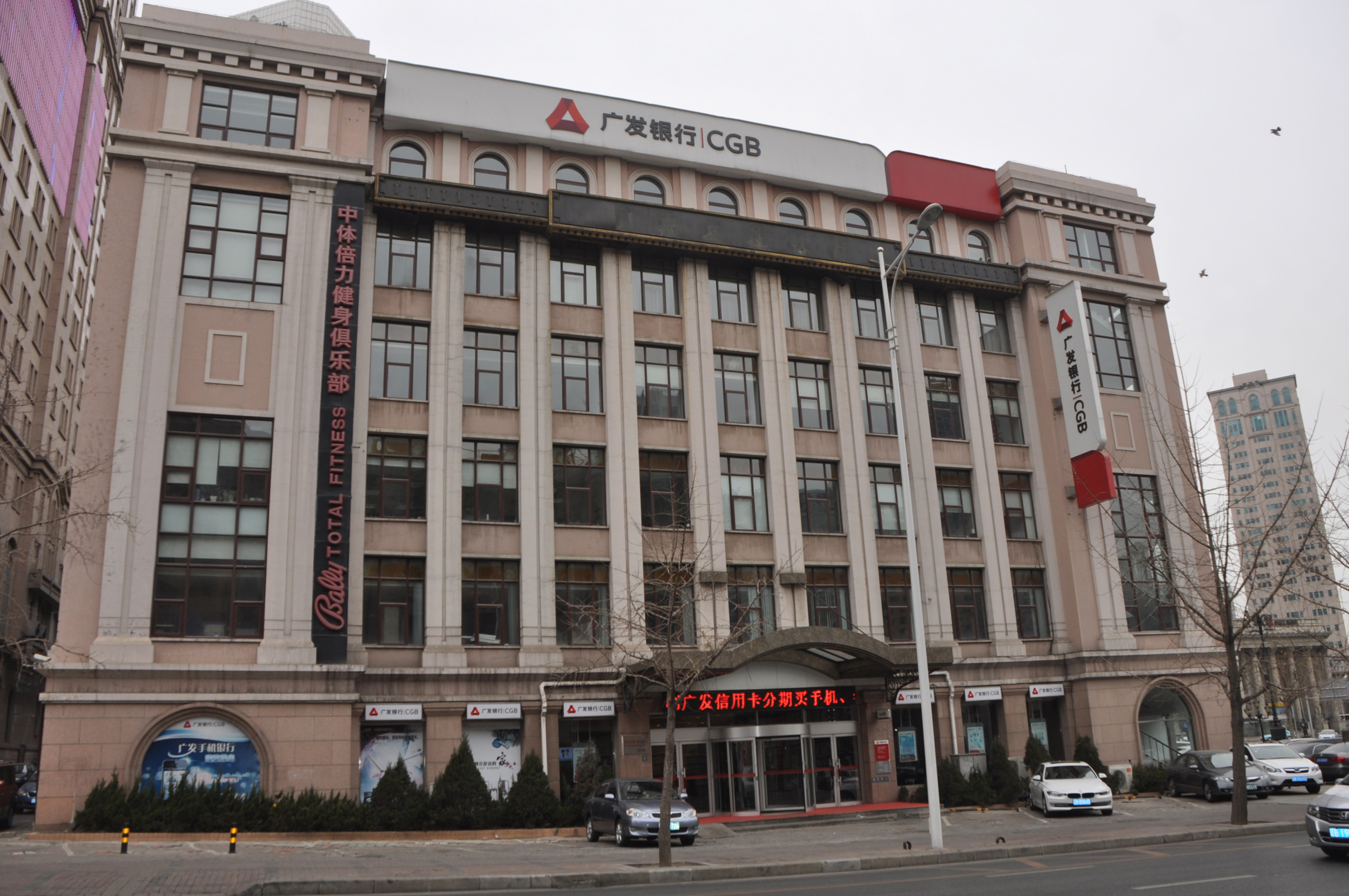
広発銀行（大連支店）

広発銀行（こうはつぎんこう、中国語: 广发银行＝グアンファーインハン、英語: China Guangfa Bank）は中国の銀行で、本社は広東省広州市越秀区にある。1988年に広東発展銀行として発足し、2011年に広発銀行と改名した。 
その株式は2012年末現在、シティーグループ、中国人寿保険、国家電網、中信銀行の4社がそれぞれ20％、IBM Credit LLCが3.6、広東省金融局が約2.0％を所有している。 

## 参照項目
- 中華人民共和国の銀行の一覧